# Fujiwara no Mototsune
Fujiwara no Mototsune (藤原 基経, 836 – 891) , também conhecido como Daijin Horikawa, foi um  nobre, estadista,  e político japonês.

## Vida
Mototsune foi o terceiro filho de Fujiwara no Nagara, mas foi adotado por seu poderoso tio Fujiwara no Yoshifusa, que não teve filhos. 
Mototsune continuou a tendência iniciada por Yoshifusa de monopolizar o cargo de Sesshō (regente) do imperador japonês. 
Depois que o Imperador Yozei alcança sua maturidade, no entanto, Mototsune inventa o cargo de Kanpaku (regente do imperador já adulto). Esta inovação permitiu que o Ramo Hokke do Clã Fujiwara manter-se no controle do poder durante o reinado do Imperador Uda, Mototsune também era conhecido como Shosen Kō (昭宣公).

## Carreira
Em 864 (6º ano de Jogan): Mototsune foi nomeado Sangi.
Em 866 (8º ano de Jogan): Chūnagon.
Em 870 (12º ano de Jogan, 1º mês): Se tornou Dainagon.
Em 872 (14º ano de Jogan): Foi nomeado Udaijin.
Em 876 (18º ano de Jogan): Foi nomeado Sesshō.
Em 880 (4º ano de Gangyō): Foi nomeado Daijō Daijin.
Em 884 (8º ano de Gangyō): Mototsune foi o primeiro a receber o título Kampaku.
Em 890 (2º ano de Kanpyō , 14º dia do 12º mês): se aposenta como Kampaku.
Em 25 de fevereiro de 891 (3º ano de Kampyō , 13º dia do 1º mês): Mototsune morre aos 55 anos de idade.